# Karina Gükrer
Karina Selin Gükrer (14. svibnja 2003. – Istanbul, Turska) turska je glumica i dječji model.  Najpoznatija je po ulozi Išan u turskoj seriji Tisuću i jedna noć.

## Filmografija
- Vi ste lažljivac kao Ilgaz (2009.)
- Krila noći kao Gecenin Çocukluğu (2009.)
- Službenik Muzaffar kao Şirin (2008.)
- Dragi Mark kao Rüya Aygün (dijete) (2007.)
- Tisuću i jedna noć kao Išan (2006.)